# 1340'erne
Århundreder: 13. århundrede – 14. århundrede – 15. århundrede
Årtier: 1290'erne 1300'erne 1310'erne 1320'erne 1330'erne – 1340'erne – 1350'erne 1360'erne 1370'erne 1380'erne 1390'erne
År: 1340 1341 1342 1343 1344 1345 1346 1347 1348 1349

## Begivenheder
I slutningen af årtiet brød Den sorte død ud i Europa og pandemien hærgede ind i det efterfølgende årti.